# زيادة المؤهلات المطلوبة

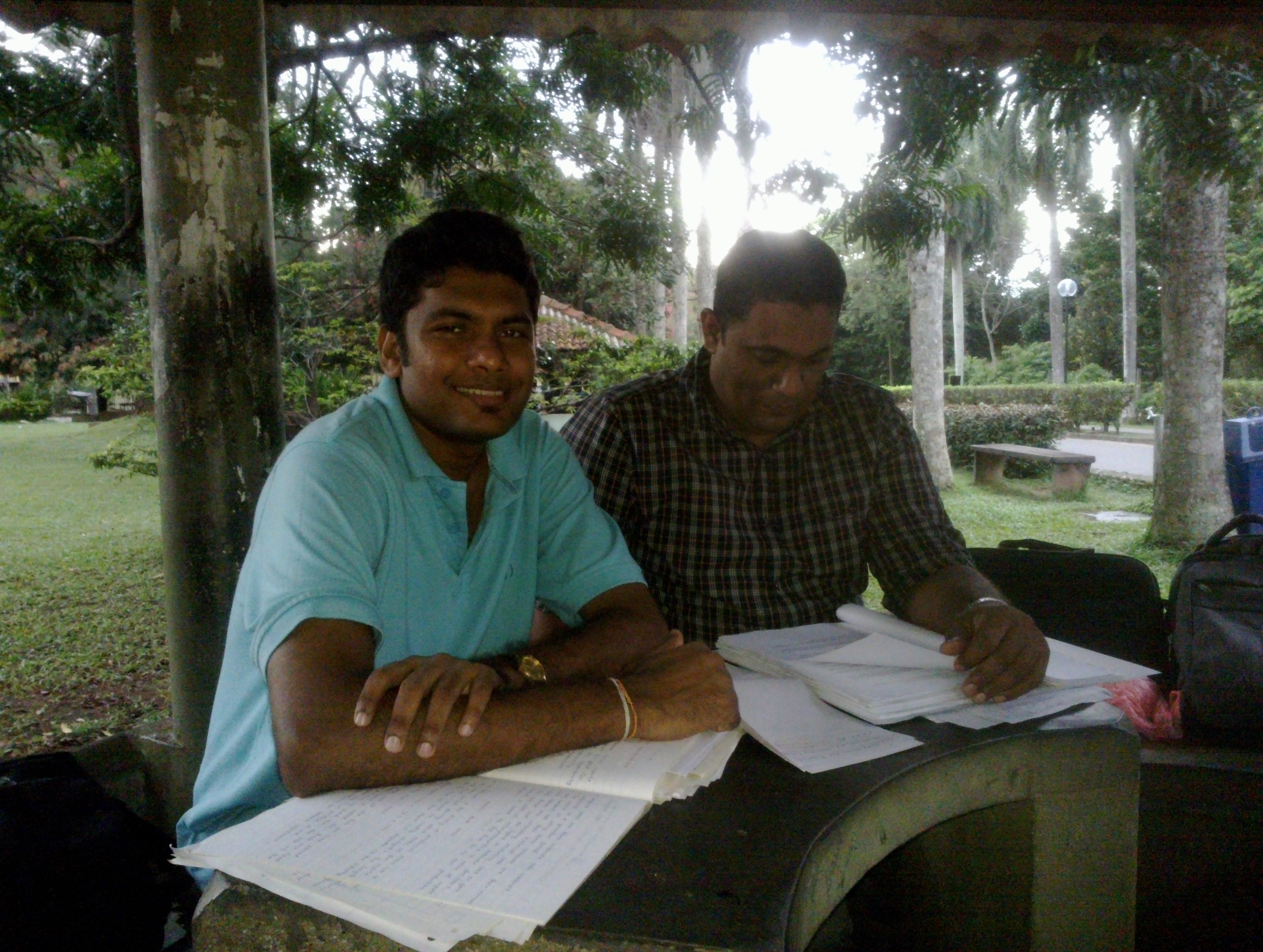

زيادة المؤهلات المطلوبة (بالإنجليزية:  Overqualification)‏ الحالة التي يكون فيها الفرد ماهرا أو ذو تعليم يتجاوز ما هو ضروري من أجل الوظيفة. وهذه الحالة غالبا ما تكون مكلفة بالنسبة للشركات المرتبطة بتدريب الموظفين. وقد يكون هذا مشكلة بالنسبة للمهنيين المتقدمين بطلب للحصول على وظيفة حين تتجاوز مؤهلاتهم متطلبات الوظيفة بشكل كبير، لأن أرباب العمل المحتملين قد يشعرون أنهم يُستخدمون كنقطة مؤقتة.

## كناية
مفهوم زيادة المؤهلات المطلوبة في كثير من الأحيان هو كناية تستخدم من قبل أرباب العمل عندما لا يريدون الكشف عن الأسباب الحقيقية لعدم التعاقد مع مقدم الطلب. ومصطلح «مؤهلات» يمكن أن يحجب التمييز، ولكن يمكن أيضا أن يكون قناعاً لمخاوف مشروعة من صاحب العمل، مثل عدم التيقن من قدرة مقدم الطلب على القيام بهذه المهمة، أو مخاوف أنهم فقط يريدون العمل على أساس مؤقت، في حين أنهم يسعون إلى عمل مرغوب أكثر. كما يمكن أن تعتبر أيضا في كثير من الأحيان أن الشخص يطلب زيادة عالية جدا للراتب. و«مؤهلات» يمكن أن تستخدم أيضا لوصف المقاومة الجديدة التكنولوجيات، أو النُهج الحديثة.

## الدكتوراه
يزعم البعض أن الدكتوراه يمكن أن تعكس overspecialization (التخصص الزائد) مع عدم وجدود منظور، على سبيل المثال، درجة الدكتوراه قد لا تعد كافية واحد لشغل وظائف في التنمية والتصنيع أو الإدارة الفنية.
في عالم الشركات، تعرض بعض خريجي درجة الدكتوراه لانتقادات لعدم قدرتهم على تحويل النظريات إلى استراتيجيات مفيدة وعدم قدرتهم على العمل ضمن فريق، على الرغم من أن درجة الدكتوراه تعتبر مرغوبة وحتى ضرورية في العديد من المناصب، مثل مناصب الإشراف في البحث، وخاصة درجة الدكتوراه في العلوم الطبية الحيوية.
ويرى البعض أن هذا التحفظ هو في الواقع رد فعل مرتبط بانعدام الأمن الوظيفي، وخاصة في المواقف التي يحمل فيها معظم قادة الشركات مؤهلات أقل من شهادة الدكتوراه؛، كجزء من ظاهرة زحف الشهادات والدرجات العلمية والتضخم التعليمي.